# Blaue Nacht
Pour les articles homonymes, voir Nuit bleue (homonymie).

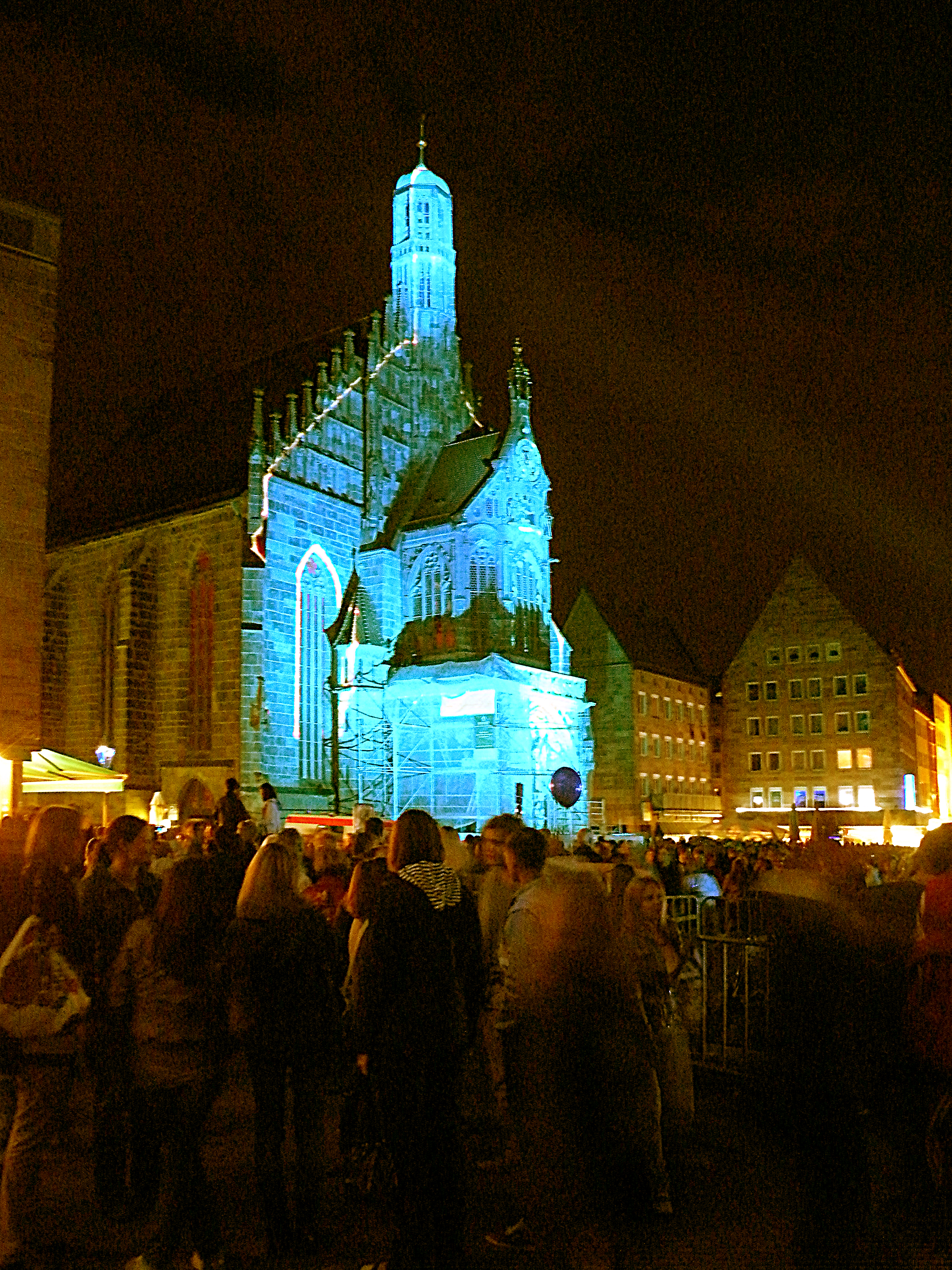
Illumination de l'église Notre-Dame (Frauenkirche)

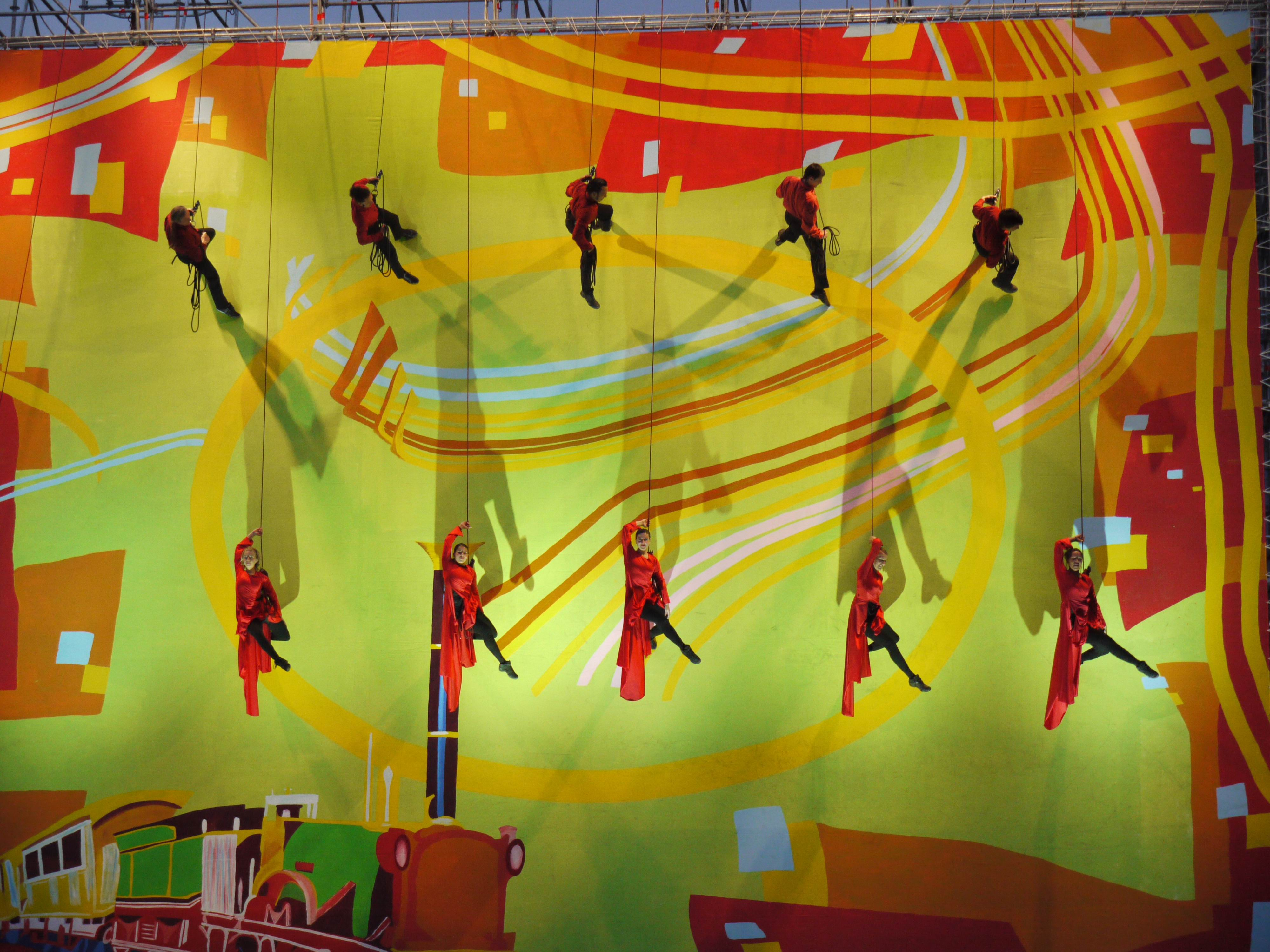
Danse verticale de la compagnie « Les Passagers » sur la Place du marché (Hauptmarkt) en 2000

La nuit bleue, ou Blaue Nacht en allemand, est une fête de printemps qui a lieu depuis 2000 dans la ville de Nuremberg en mai.
Elle consiste en des illuminations à l'aide des techniques les plus récentes, dont le laser, la couleur dominante étant le bleu, accompagnées de nombreux évènements artistiques (musique, danse, théâtre, cabaret, musées, visites guidées, performances et installations).

## Effets de lumière sur la Place du marché

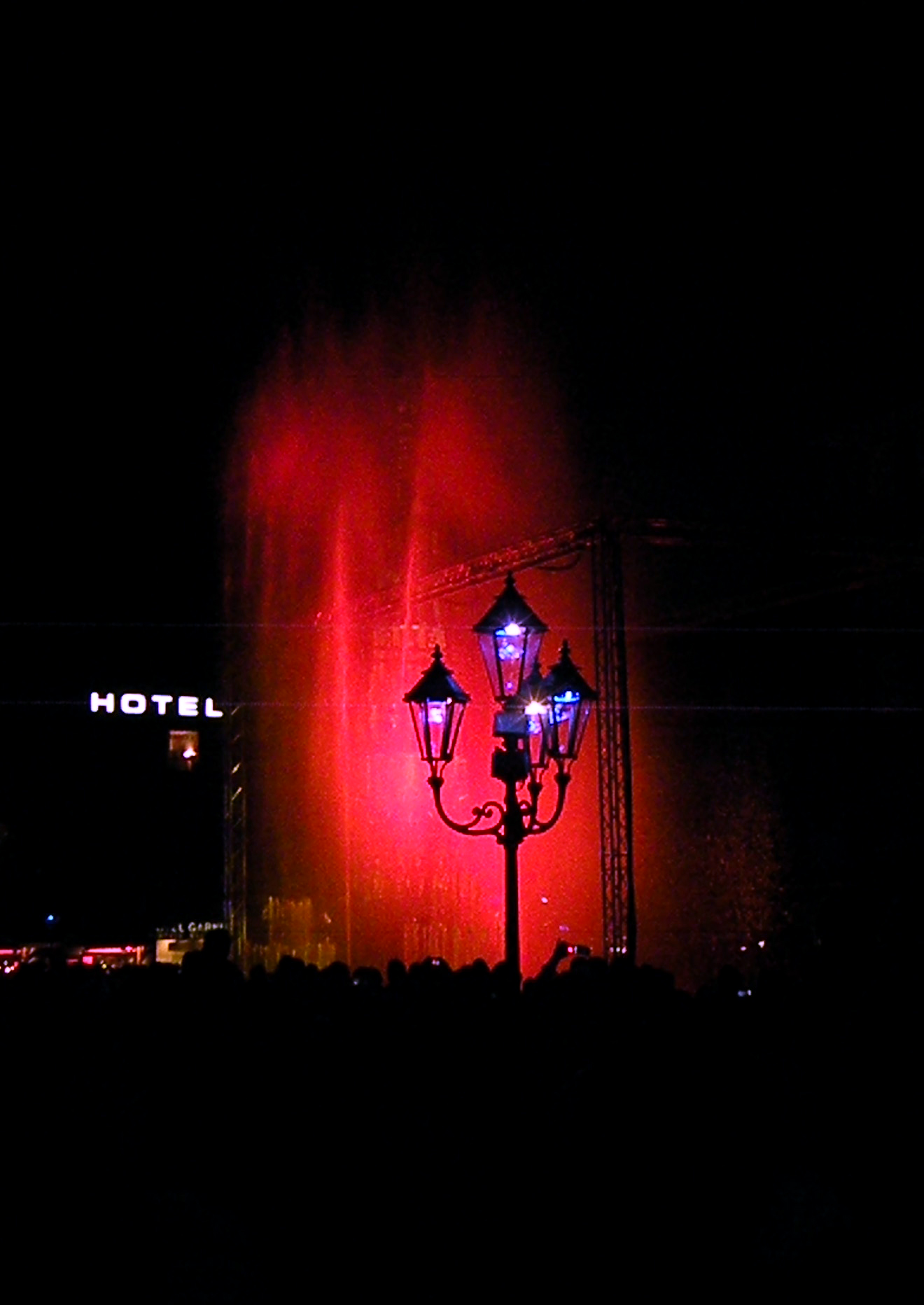
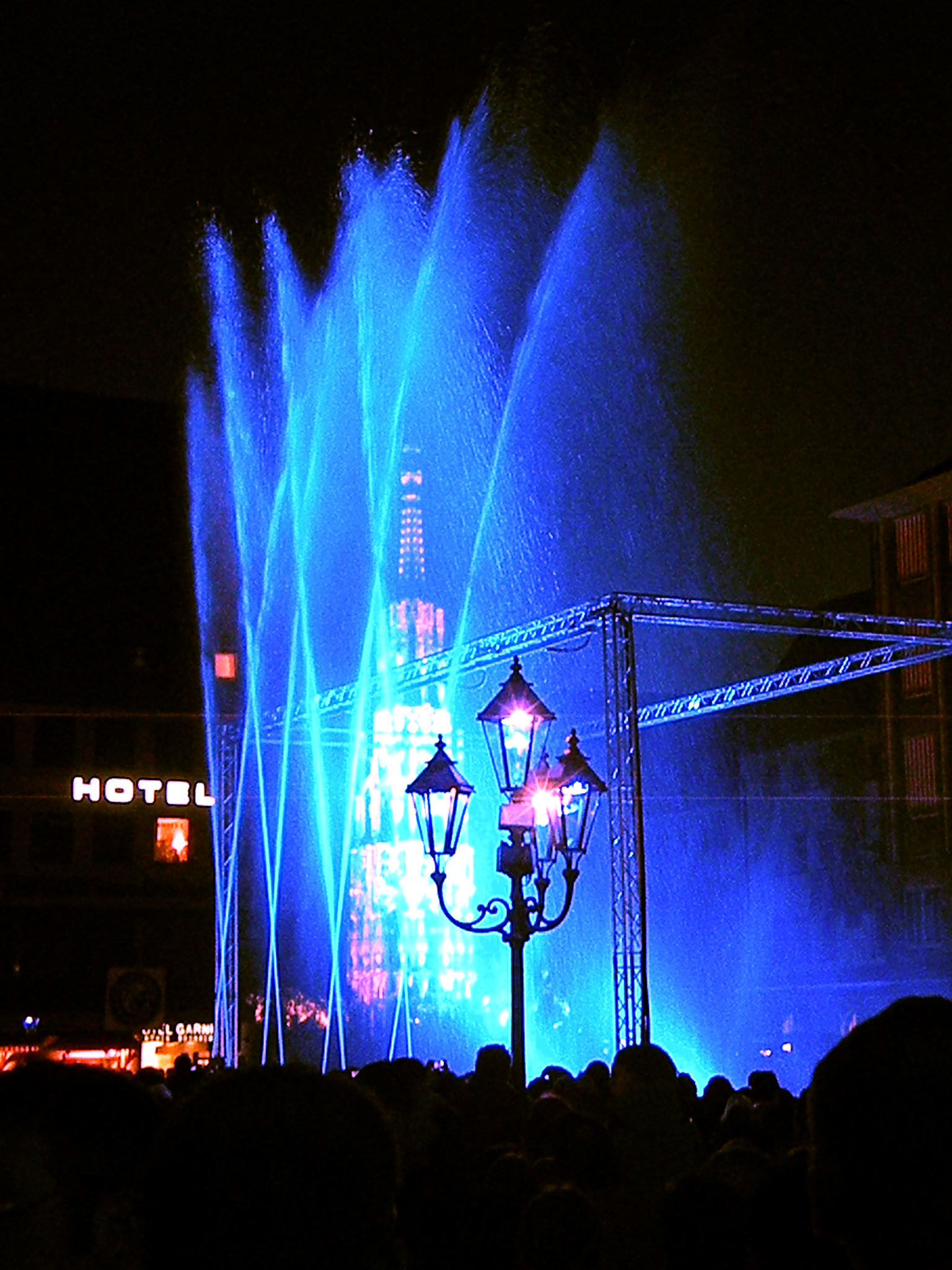
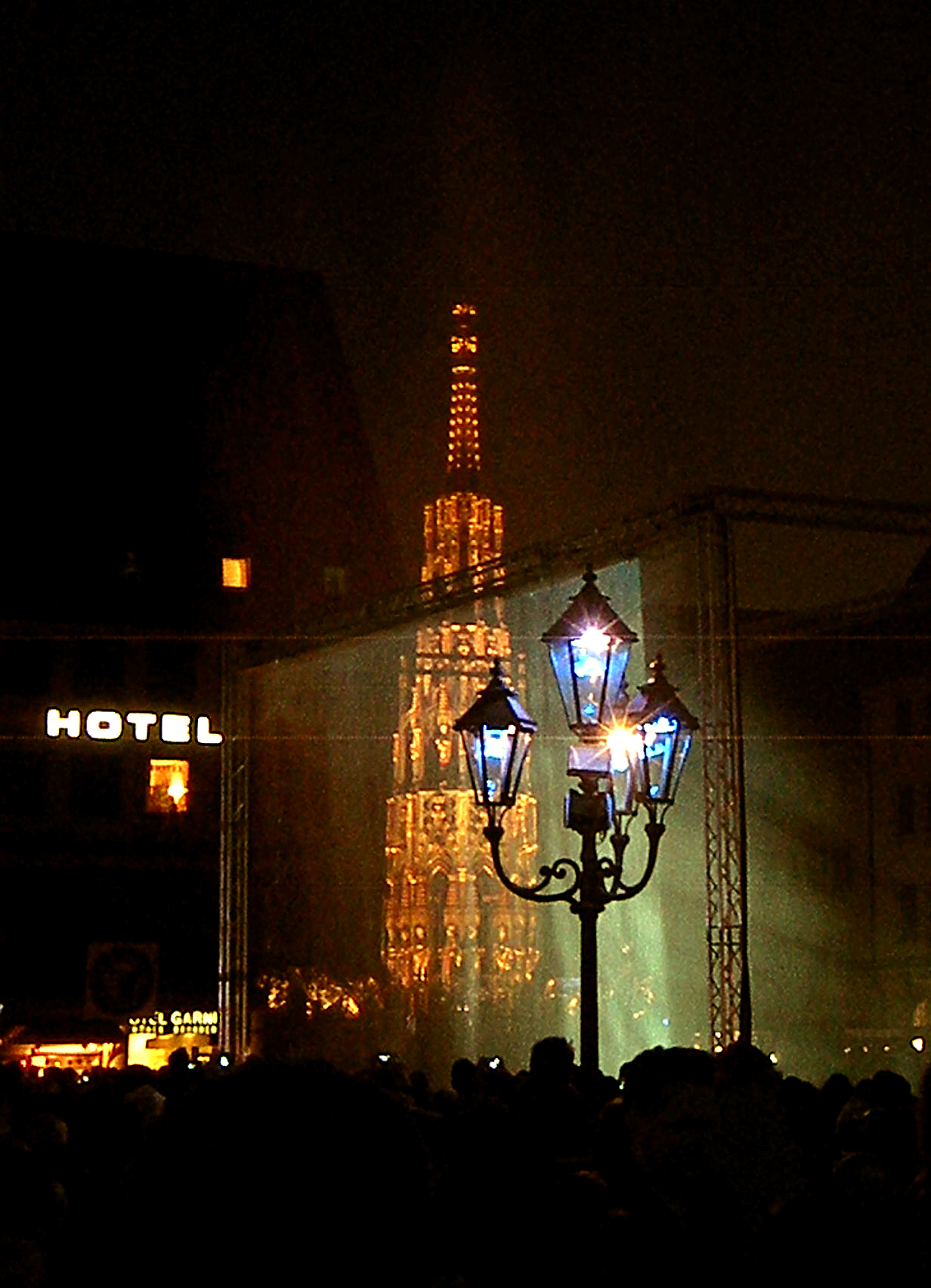
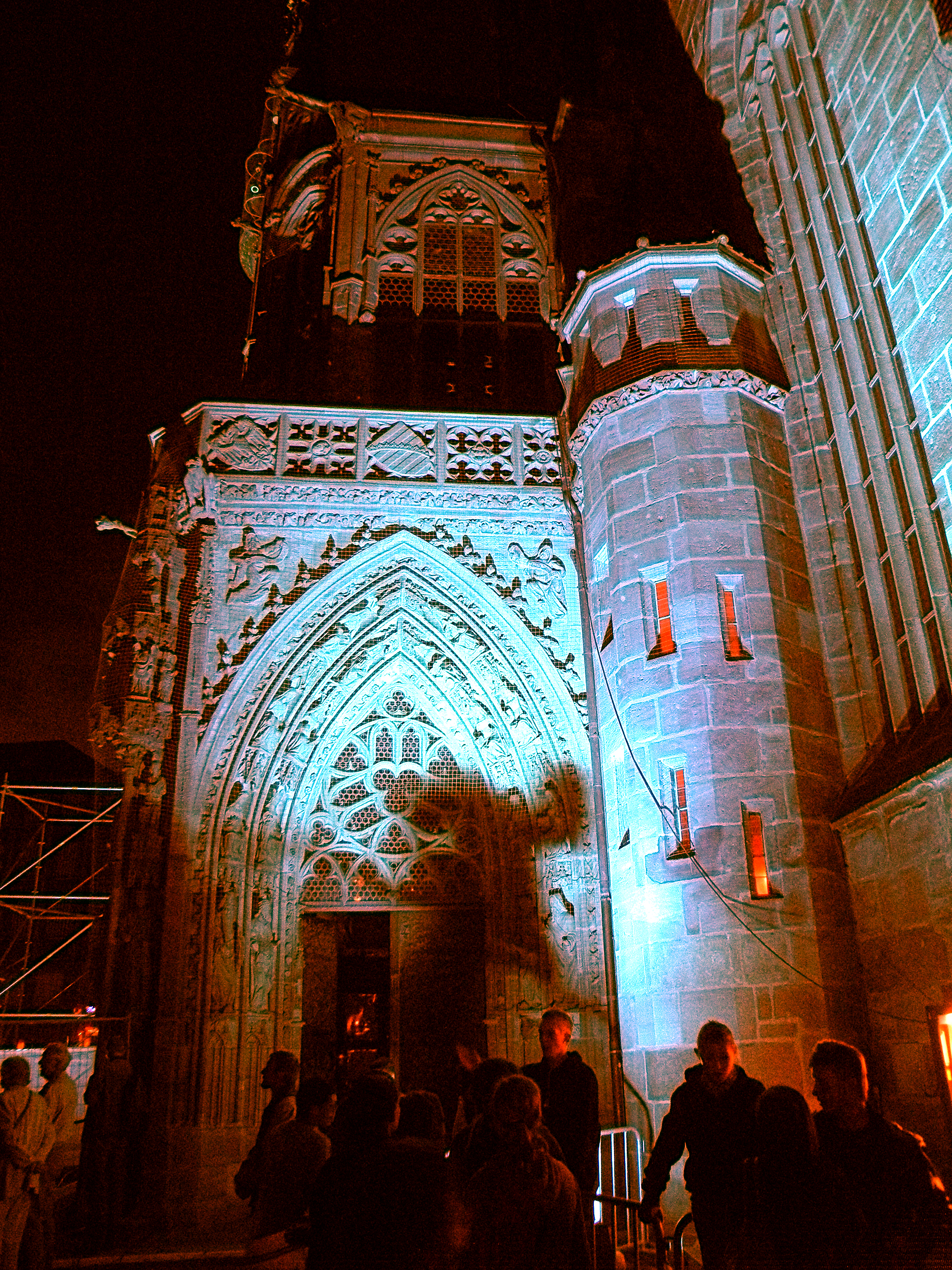

## Sources de la traduction
- (ru)/(de) Cet article est partiellement ou en totalité issu des articles intitulés en russe « Голубая ночь (Нюрнберг) » (voir la liste des auteurs) et en allemand « Blaue Nacht » (voir la liste des auteurs).